# Броварня Страговського монастиря
Броварня Страговського монастиря (чеськ. Klášterní pivovar Strahov) — великий пивний бар і ресторан, повністю оновлені 2000 року, вдало розташовані прямо навпроти Страговського монастиря.

## Історія
Страговський монастир 1140 року заснував король Владислав II. Перші згадки про пивоварню з'явилися на рубежі XIII і XIV століття. Про будівництво броварні, що стоїть на місці нинішнього ресторану, ухвалив рішення абат Кашпар Квестенберг в 1629 році. 1907 року пивоварню закрили, а об'єкти використовували лише як господарські будівлі. Пивоварню наново відкрили тільки 2000 року після значної і складної реконструкції усього об'єкта.

## Пиво
Броварня Страговського монастиря належить до категорії ресторанних міні-пивоварень з готовим виробництвом приблизно 1000 гл.
Пиво «Св. Норберт», назване на честь засновника ордена премонстратів, який знаходиться в Страговському монастирі, виготовляється виключно з природної сировини — води, солоду, хмелю і дріжджів. Тут повністю дотримуються багаторічного закону про чистоту пива — Райнхайтсгебот від 1516 року. Тому в цьому пиві ви не знайдете ніякі екстракти хмелю і цукор, пиво непастеризоване та нефільтроване. Св. Норберт містить залишкові пивні дріжджі з вмістом вітаміну B. Крім світлого і темного Норберта чотири рази на рік тут виробляють спеціальне пиво і інше святкове пиво.
Пшеничне пиво «Св. Норберт» продовжує традиції варення «білого», тобто пшеничного, пива в Чехії. Це пиво виготовляється найстарішим в країні методом верхнього бродіння з 1505 року, коли Вок із Рожмберка надав місту Тржебова право варити «біле» пиво. Нині пшеничне пиво переживає ренесанс і завдяки легкості та свіжості популярне здебільшого влітку. Через нижчий вміст хмелю воно має успіх і в прихильників менш гіркого пива.
Це пиво нефільтроване, з вмістом пивних дріжджів, що викликають помутніння, а також пшеничного солоду (50 %), який визначає світле забарвлення. Дріжджі верхнього бродіння природним шляхом виділяють ефіри й феноли, які проявляються у вигляді широкої палітри відтінків аромату і смаку. Ми можемо тут знайти, наприклад, гвоздику, мускатний горіх, ваніль, банан, лимон і аромат копченини. Чеське пиво плзеньського типу, що відрізняється високим вмістом гіркоти (35 — 45 одиниць гіркоти), у цьому відношенні є протилежністю пшеничного пива, яке має 10 — 17 одиниць гіркоти.
Пшеничне пиво «Св. Норберт» — виразний і дуже освіжаючий напій.

## Інтер'єр
Пивний бар і ресторан св. Норберта розташовані в окремих будівлях, з прекрасним літнім баром посередині.
Броварня Страговського монастиря пропонує гостям 380 місць в трьох самобутніх приміщеннях: самої пивоварні, ресторані св. Норберта і у дворі броварні. Кожне з них дихає специфічною атмосферою і пропонує себе для різноманітних заходів.
Перший поверх на 94 місця оформлений як пивоварська частина (масивні дерев'яни меблі, цікавий інтер'єр, пивний бар, танцпол) — відмінне приміщення для пивних вечірок з живою музикою (акордеон / ансамбль).
Другий поверх підходить для вимогливих клієнтів (обіди, вечері) — елегантне приміщення на 130 місць (раут до 150 осіб), інтер'єр — історичні плакати, столи зі стільцями, приміщення підходить для проведення семінарів, весіль, конференцій, презентацій, а також для харчування груп.

## Акції
У Броварні Страговського монастиря проводяться:
- екскурсії броварнею і дегустація пива,
- акція «Пивна стажування»,
- пивні вечора з живою музикою,
- продаж пива Св. Норберт в оригінальних пивних пляшках,
- курси з варіння пива — навчання пивоварів, домашня пивоварня, мікропивоварня.

## Розташування
Адреса: Страговскі надворжи, 301 (Strahovské nádvoří 301), Прага 1 (Praha 1)
Дістатися можна трамваєм № 22 або 23 до зупинки Pohořelec